# It's Not Right but It's Okay
Singles de Whitney Houston
Heartbreak Hotel
(1998) My Love Is Your Love
(1999)
It's Not Right but It's Okay est une chanson de Whitney Houston écrite par LaShawn Daniels, Rodney Jerkins, Fred Jerkins III, Isaac Phillips et Toni Estes.
Elle est issue de l'album My Love Is Your Love (1998), est initialement la face B du single Heartbreak Hotel mais est sortie comme single distinct le 25 janvier 1999 aux États-Unis.
Lors de la 42e cérémonie des Grammy Awards, Houston remporte le Grammy Award de la meilleure prestation vocale R&B féminine avec cette chanson.